# Тома (містечко, Вісконсин)
Тома (англ. Tomah) — місто (англ. town) в США, в окрузі Монро штату Вісконсин. Населення — 1488 осіб (2020).

## Демографія
Згідно з переписом 2010 року, у місті мешкало 1400 осіб у 533 домогосподарствах у складі 412 родин. Було 575 помешкань
Расовий склад населення:
| - 97,4 % — білих - 1,0 % — корінних американців - 0,2 % — азіатів - 0,1 % — чорних або афроамериканців |

До двох чи більше рас належало 1,0 %. Частка іспаномовних становила 0,6 % від усіх жителів.
За віковим діапазоном населення розподілялося таким чином: 25,1 % — особи молодші 18 років, 60,7 % — особи у віці 18—64 років, 14,2 % — особи у віці 65 років та старші. Медіана віку мешканця становила 43,2 року. На 100 осіб жіночої статі у місті припадало 104,1 чоловіків;  на 100 жінок у віці від 18 років та старших — 107,5 чоловіків також старших 18 років.
Середній дохід на одне домашнє господарство  становив 83 816 доларів США (медіана — 77 386), а середній дохід на одну сім'ю — 99 024 долари (медіана — 94 342). Медіана доходів становила 53 162 долари для чоловіків та 47 404 долари для жінок. За межею бідності перебувало 6,5 % осіб, у тому числі 15,6 % дітей у віці до 18 років та 4,4 % осіб у віці 65 років та старших.
Цивільне працевлаштоване населення становило 775 осіб. Основні галузі зайнятості: освіта, охорона здоров'я та соціальна допомога — 26,1 %, виробництво — 15,2 %, публічна адміністрація — 8,1 %, будівництво — 7,9 %.